# Misiune creștină
O misiune creștină este un efort organizat pentru a răspândi creștinismul către noii convertiți. Misiunile implicau trimiterea peste graniță a unor persoane numite misionari pentru desfășurarea unor activități de evanghelizare sau pentru alte activități educaționale și caritabile. Există câteva tipuri diferite de călătorii misionare: pe termen scurt, pe termen lung, cu scopuri complexe sau pur și simplu pentru a-i ajuta pe oamenii aflați în nevoi. Unii oameni au ales să-și dedice întreaga viață desfășurării unor activități misionare. Misionarii au autoritatea de a propovădui credința creștină (și, uneori, de a administra Sfintele Taine) și de a oferi ajutor umanitar. Doctrinele creștine (cum ar fi „doctrina iubirii”, care este practicată de multe misiuni) permit acordarea de ajutor fără a impune convertirea religioasă.

## Istoria misiunilor creștine
Cea mai veche misiune creștină, propovăduirea creștinismului de către apostolii lui Isus, s-a desfășurat până la distrugerea celui de-al doilea Templu de către romani în anul 70. Nu este clar dacă a existat sau nu un prozelitism evreu care să fi servit drept model pentru prozelitismul primilor creștini. Extinderea misiunii creștine peste granițele teritoriului evreiesc pentru convertirea celor care nu erau evrei a devenit un subiect intens dezbătut, în special la Sinodul de la Ierusalim din jurul anului 50. Apostolul Pavel a fost un promotor timpuriu al acestei extinderi și a adaptat mesajul creștin pentru culturile greacă și romană, permițându-i să-și depășească rădăcinile sale evreiești.
Începând din Antichitatea târzie o mare parte a activității misionare a fost efectuată de membrii ordinelor religioase. Mănăstirile organizau misiuni și sprijineau înființarea de biblioteci și efectuarea unor cercetări practice, toate acestea fiind percepute ca activități ce aveau ca scop reducerea sărăciei și suferinței umane și slăvirea Dumnezeului creștinismului. De exemplu, comunitățile nestoriene au evanghelizat unele teritorii din Asia Centrală, precum Tibetul, China și India. Cistercienii au evanghelizat o mare parte a Europei de Nord, dezvoltând, de asemenea, majoritatea tehnicilor clasice ale agriculturii europene. Sfântul Patrick a evanghelizat o mare parte a Irlandei. Sfântul David a fost activ în Țara Galilor.
În timpul Evului Mediu, Ramon Llull (aprox. 1232 - 1315) a avansat conceptul de predicare a creștinismului în provinciile musulmane și de convertire a musulmanilor prin intermediul mijloacelor non-violente. Viziunea organizării unei misiuni pe scară largă în provinciile locuite de musulmani s-a destrămat odată cu moartea lui pentru a fi revitalizată abia în secolul al XIX-lea.

### Perioada medievală
În Evul Mediu, mănăstirile creștine și misionari precum Sfântul Patrick și Adalbert de Praga au propagat educația științifică și religia dincolo de granițele vechiului Imperiu Roman. În secolul al VII-lea papa Grigorie cel Mare a trimis mai mulți misionari, inclusiv pe Augustin de Canterbury, în Anglia. Misiunea Hiberno-Scoțiană a fost înființată în anul 563.
La sfârșitul secolului al XIX-lea și începutul secolului al XIV-lea, călugări franciscani precum William de Rubruck, Ioan de Montecorvino și Giovanni ed 'Magnolia au fost trimiși ca misionari în Orientul Apropiat și în Orientul Îndepărtat. Călătoriile lor i-au adus până în China, unde misionarii au încercat să-i convertească pe mongolii aflați în plină expansiune teritorială, în special pe marii hani ai Imperiului Mongol. (Vezi de asemenea misiunile romano-catolice medievale din China.)

### Misiunile catolice după 1492
Unul dintre scopurile principale ale expediției lui Cristofor Columb, finanțate de regina Isabella a Spaniei, a fost răspândirea creștinismului. În epoca marilor descoperiri, Spania și Portugalia au înființat mai multe misiuni în coloniile lor americane și asiatice. Ordinele cele mai active în plan misionar erau iezuiții, augustinienii, franciscanii și dominicanii. Portughezii au trimis misiuni în Africa, care sunt unele dintre cele mai cunoscute misiuni din istorie. În timp ce unele dintre misiunile catolice occidentale erau asociate cu imperialismul și opresiunea, altele (îndeosebi misiunea iezuită a lui Matteo Ricci în China) erau relativ pașnice și urmăreau mai degrabă integrarea culturală decât imperialismul.
Atât în Portugalia, cât și în Spania religia era o parte integrantă a politicii statului, iar evanghelizarea era privită ca având atât beneficii spirituale, cât și beneficii politico-economice. Ori de câte ori aceste puteri încercau să-și extindă teritoriile sau influența, erau trimiși misionari. Prin Tratatul de la Tordesillas cele două puteri maritime au împărțit lumea în sfere exclusive de influență, comerț și colonizare. Prozelitismul catolic în Asia a fost inclus în politica coloniilor portugheze.

#### Misiunile catolice din Asia
Comerțul portughezilor cu țările din Asia a devenit rapid profitabil începând din 1499, iar misionarii iezuiți au venit în India în jurul anului 1540. Guvernul colonial din Goa a sprijinit misiunea iezuită, oferindu-le stimulente creștinilor botezați. Mai târziu, Biserica Romano-Catolică a trimis misionari iezuiți în China (începând din 1552) și în alte țări din Asia.

### Misiunile protestante
Reforma Protestantă s-a desfășurat în Europa la începutul secolului al XVI-lea. Timp de mai bine de o sută de ani, bisericile protestante timpurii au fost prinse într-un conflict cu Biserica Catolică și nu s-au concentrat puternic pe organizarea unor misiuni în țările „păgâne”. Inițial au pus mai mult accentul pe răspândirea credinței protestante în ținuturile creștine, identificând papalitatea cu Antihristul.
Thomas Coke (1747-1814), primul episcop al metodiștilor americani, a fost „Părintele misiunilor metodiste”. După o perioadă în care a trăit în Statele Unite ale Americii, întărind biserica metodistă de acolo, alături de colegul său episcopalian Francis Asbury, Coke a plecat într-o activitate misionară. În timpul petrecut în America, Coke a desfășurat o activitate energică pentru a spori sprijinul oferit de metodiști pentru misiunile creștine și pentru a forma misionari. El a murit în timpul unei călătorii în India, dar moștenirea sa spirituală lăsată metodiștilor - pasiunea sa pentru misiuni - continuă.

### China

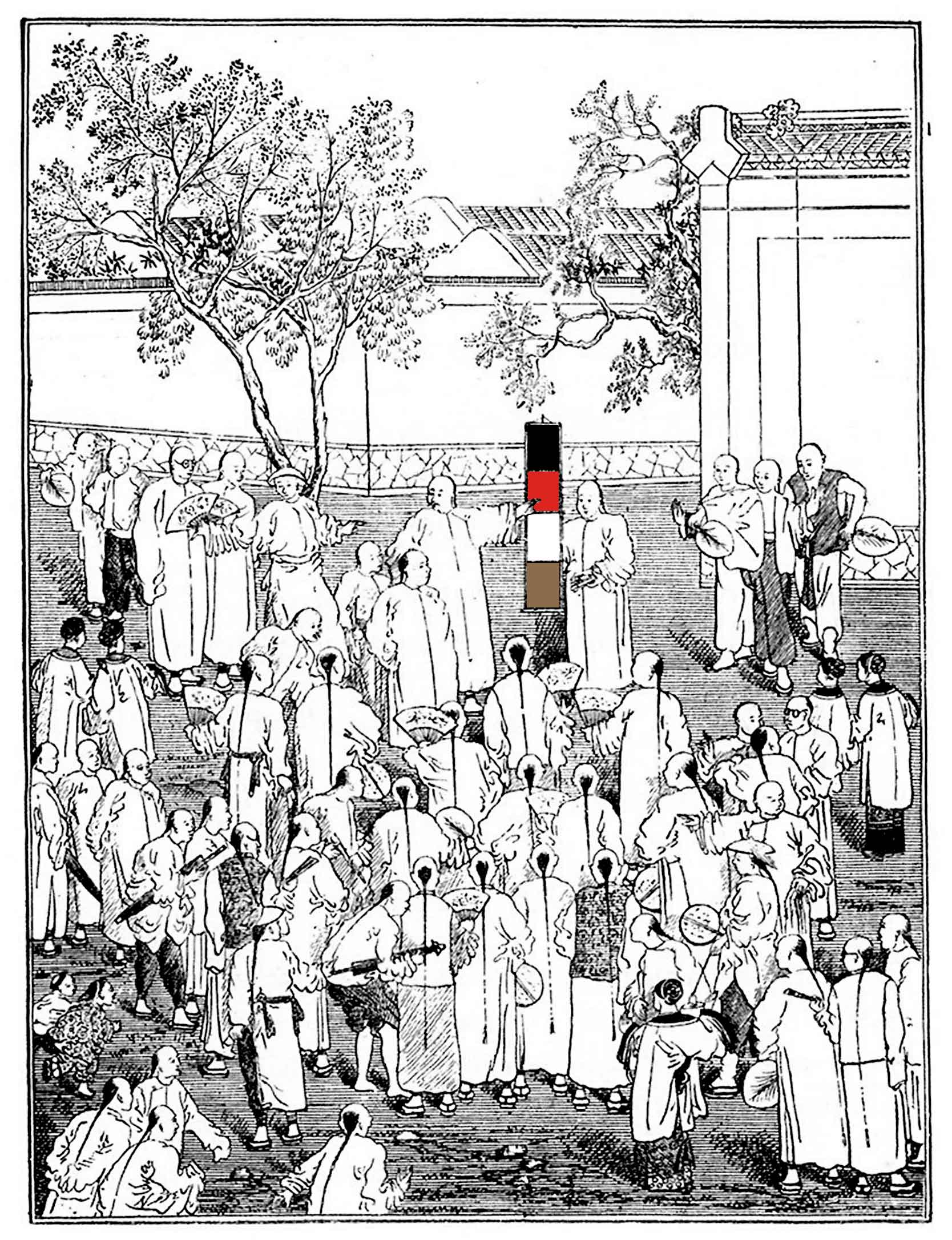
Predică misionară în China folosind Cartea fără cuvinte

Un val de misiuni protestante ce a vizat regiunile interioare ale Chinei a demarat la începutul anilor 1850, sub conducerea lui Hudson Taylor (1832-1905), care a fondat în 1865 Misiunea din interiorul Chinei. Taylor a fost sprijinit ulterior de Henry Grattan Guinness (1835-1910), care a fondat în 1883 Colegiul Cliff, care continuă și în prezent să-i pregătească și să-i înzestreze pe misionari pentru a desfășura activități pe plan global.

### Imperiul Britanic
În secolul al XVIII-lea și mai ales în secolul al XIX-lea misionarii din Marea Britanie au văzut teritoriul Imperiului Britanic ca un câmp fertil pentru prozelitismul creștin. În activitatea misionară au fost implicate denominațiunile creștine principale, inclusiv Biserica Anglicană, presbiterienii din Scoția și nonconformiștii. O mare parte a entuziasmului a apărut din renașterea evanghelică. Church Mission Society (CMS) a fost înființată în 1799 în cadrul Bisericii Anglicane și a continuat să desfășoare activități în întreaga lume, inclusiv în ceea ce a devenit cunoscut sub numele de „Orientul Mijlociu”.

### După 1870
Prin anii 1870 misiunile protestante din întreaga lume aveau ca obiectiv principal pe termen lung formarea unor biserici independente, autonome, care să se poată întreține singure. Creșterea naționalismului în lumea a treia i-a determinat pe critici să se plângă că misionarii îi învățau pe localnici modul de viață occidental și ignorau cultura indigenă. Răscoala boxerilor din China, care a avut loc în 1898, a implicat atacuri pe scară largă ale localnicilor asupra misiunilor creștine și a persoanelor convertite. Resursele alocate misiunilor au fost mult reduse în timpul Primului Război Mondial, iar majoritatea misionarilor germani au părăsit țara atunci când Imperiul Chinez s-a destrămat. Marea Criză Mondială din anii 1930 a reprezentat o lovitură puternică pentru finanțarea activităților misionare.

## Legături externe
- Faith2Share, missions network
- Missionary Organizations Arhivat în 10 iulie 2018, la Wayback Machine., missionary organizations directory
- Missiology.org Arhivat în 23 decembrie 2017, la Wayback Machine., resources on missions (Christian) education.
- LFM. Social sciences & missions (academic journal)